# Бентон, Томас Харт (политик)
То́мас Харт Бе́нтон (англ. Thomas Hart Benton; 14 марта 1782, Хилсборо, Северная Каролина — 10 апреля 1858, Вашингтон) — американский государственный деятель, первый сенатор от штата Миссури, прослуживший в Сенате США с 1821 по 1851 год, сторонник территориального расширения США на запад.

## Биография
Родился 14 марта 1782 года в небольшом городке Хартс Милле (неподалёку от ныне существующего Хилсборо), штат Северная Каролина.
Во время англо-американской войны был адъютантом Эндрю Джексона.
В течение 30 лет был сенатором. В 1849 году какое-то время был председателем Комитета сената по международным отношениям.
Организовал и финансировал экспедиции для картографирования Орегонской тропы и тропы Санта-Фе. Поддерживал создание почтовой службы «Пони-экспресс»
Умер 10 апреля 1858 в возрасте 76 лет, похоронен на кладбище Беллефонтейн, в Сент-Луисе.

## Память
В 1871 году был выпущен золотой сертификат на сто долларов с портретом Томаса Бентона (следующие серии — 1882 и 1922 годы). На так называемой Департаментской серии 1882 года номер серии этих сертификатов не обозначен.
В девяти штатах (Айова, Арканзас, Вашингтон, Индиана, Миннесота, Миссисипи, Миссури, Орегон и Теннесси) есть округа, названные в честь Томаса Бентона.
Биографию Томаса Бентона изучали два человека, впоследствии ставшие президентами Соединённых Штатов: в 1887 году Теодор Рузвельт опубликовал биографию Томаса Бентона, а в 1955 году Дж. Ф. Кеннеди опубликовал книгу очерков о сенаторах США «Profiles in Courage», в которой один очерк посвятил Томасу Бентону.

## Потомки
Дочь Томаса Бентона — Джесси — стала женой Джона Фримонта.
Его внучатый племянник и полный тёзка Томас Гарт Бентон (1889—1975) стал известным американским художником.